# 鮑康維爾 (路易斯安那州)
鮑康維爾（英語：Bawcomville）是位於美國路易斯安那州沃希托堂區的一個普查規定居民點。

## 人口
根據2020年美國人口普查的數據，鮑康維爾的面積為9.70平方千米，當中陸地面積為8.20平方千米，而水域面積為1.50平方千米。當地共有人口3472人，而人口密度為每平方千米357.94人。